# Aillarehue
Aillarehue o ayllarehue (del mapudungun: ayllarewe/ayjarewe: "nueve rehues") es una pequeña confederación de linajes o clanes familiares (lof) que dominaba una comarca o provincia, en la antigua división administrativa y territorial de los pueblos mapuche, huilliche y la etnia picunche. El aillarehue actuaba como unidad solo en ocasiones especiales, fuera por motivos festivos, religiosos, políticos o militares. Varios aillarehues conformaban un butalmapu, la mayor forma de organización político-militar mapuche.

## Etimología
Cómo cada lof, levo o caví (linaje) mapuche celebraba sus rituales religiosos en un único rehue ("altar"), cercano a la habitación del lonco o cacique local, muchas veces se usaba la palabra rewe con el sentido de parcialidad o clan, de manera similar a la antigua forma de adscripción administrativa cristiana a parroquias.
En sentido figurado se denominó ayllarewe ("nueve rehues") a los conglomerados de clanes, pese a que estas confederaciones no estaban necesariamente conformadas por dicha cifra de parcialidades. 
El uso de la palabra, su significado y etimología fue, por ejemplo, explicitado por Melchor Jufré del Águila en una nota explicativa impresa en su obra Compendio historial del descubrimiento, conquista y guerra del Reyno de Chile de 1630:

"Ayllaregua es nombre general de provincia(,) cada una de las cuales tiene nueve reguas y cada regua muchos indios".
Melchor Jufré del Águila (1630)

## Listado de aillarehues conocidos
Aunque se sabe de la existencia de diversos aillarehues picunches en la zona central de Chile, como los de Codehua, Vichuquén y Rapel, solo se ha podido reconstruir el listado de los aillarehues mapuches y huilliches entre el Río Itata y el Seno de Reloncaví, gracias al trabajo de Ricardo E. Latcham en los años 1920. 
Hay que consignar que el nombre de muchas de estas confederaciones se ha mantenido en la toponimia actual de la zona.

### Entre los ríos Itata y Biobío
- Coelemu: incluyó los lof de Gualemo, Otohue y Coihueco. Zona del Estero Bureo.
- Peguco o Penco: incluía lof de Andalicán, Talcahuenu, Aquelpangue, Arana, Andalién y Puchacay. Zona del río Andalién.
- Rere: Huelén-Huelén, Cahuiñungue, Guachumávida y Talcamávida. Zona del río Claro.
- Hualqui: lof de Laleufu, Quilacoya, Yecutun y Hualqui o Gualque. Zona del río Quilacoya.
- Llancamilla: lof de Tolmilla y Quelenmapuco. Cerca del pueblo de Los Ángeles, al este de Rere.
- Rarinlevu: en la zona del río Laja.

### Ḻafkeṉmapu
En la costa entre el río Biobío y el río Toltén se ubicaban los siguientes aillarehues, de norte a sur:
- Marihuenu: lof de Neculhuenu, Pailahuenu, Topillanca, Antuhuenu, Colcura, Marihueñu, Huenurehue, Chechelevo, Conilevo, Quiapeo y Cahuinhuenu. Entre el Biobío y el Carampangue.
- Arauco: incluía los lof de Quidico, Lleulleu, Panguerehue, Millarupue, Llaghupai o Lavapié, Quiapo, Levo o Lebu, Colico, Arauco y Andalicán. Región entre los ríos Carampange y Lebú.
- Tucapel: lof de Molhuilli, Lincoyan, Pilmaiquén, Tucapel, Paicaví, Ancalemu, Thomelemu, Cayucupil, Ilicura y Vutalevu. Entre el río Lebú y el lago Lleulleu.
- Licanievu: incluía los lof de Chamacodo o Chamaco, Lemolemo, Villoto, Colcuimo, Relemo, Pillurehue, Vilurehue, Povinco, Licanlebu y Tirúa.[2] Entre el lago Lleulleu y el río Tirúa.
- Ranquilhue: lof de Ranquilhue, Quinahuel, Pellahuenu, Claroa, Rangaloe, Trevolhue y Moncolhue. Entre el Tirúa y Cautín.
- Cauten: Pelulcura, Llamocavi, Coyamrehue, Celolebu y Budi. Entre el Cautín y Toltén.

### Lelfünmapu
En la Depresión Intermedia entre el río Biobío y el río Toltén se ubicaban los siguientes aillarehues:
- Catiray: lof de Pirenmavida, Tavolevo, Lincura, Arumco, Pilumrehue, Curalevo, Coyamco, Quilalemu, Gueche, Chipimo, Mayurehue, Peterehue, Namcurehue y Millapoa. Al este de la Cordillera de Nahuelbuta, entre el Bío bío y Negrete.
- Chacaico: lof de Chacaico y Viluquen. Entre los ríos Huequén y Renaico.
- Purén: lof de Voquilemu, Leborupu, Engolmo, Picoiquen, Coipolevo, Tomelemu, Lumaco, Coyamcahuin, Purén y Guadava. Comarca entre la cordillera de Nahuelbuta y el río Rehue, en la zona de Angol y Traiguén.
- Rupucura: lof de Voigueco, Colpillan, Rupucura y Ñielol. Estaba alrededor del río Cholchol, desde la entrada del Colpi hasta el Cautín desde las colinas de Ñielol a la cordillera de Nahuelbuta.
- Boroa: zona al sur del Cautín, entre los ríos Boroa y Quepe.

### Inapiremapu
En la zona precordillerana entre el río Biobío y el río Toltén se ubicaban los siguientes aillarehues:
- Malven: lof de Malven, Rucalhue y Quilaco. Desde el viejo departamento de Mulchén a las colinas de Pemehue.
- Colhue: zona entre los ríos Renaico y Malleco.
- Quecherehue: lof de Adencul, Nupangue y Quillahueque. Entre los ríos Huequén y Traiguén.
- Quillinco: entre los ríos Traiguén y Cautín.
- Maquehue: lof de Maquehue, Quincholco, Chumilemo, Puellocavi, Alihueco, Ailangue y Purumen. Entre ríos Cautín y Quepe.

### Peweṉ mapu
En la zona cordillerana entre el río Itata y el río Toltén se ubicaban los siguientes aillarehues:
- Quilcolco: lof de Mincoya, Coquilpoco, Otarachina, Iguamamilla, Iguandepirén, Inaculicán, Maricaiveo, Alcanhuere, Calvulicán, Millanaliuél y Chancanahuél. Entre los ríos Duqueco y el Bío bío.
- Rucalhue: lof de Marupu, Memacoiputuongo, Tililco y Queuco. En el valle del Bío bío, cerca de Santa Bárbara.
- Callaqui: en las cercanías del volcán Callaque.
- Lolco: en las cercanías del volcán Lonquimay.
- Liucura: en la región de Gualletué.
- Huenchulafquén: en los alrededores del lago Huenchulafquén.

### Willimapu
Entre el río Toltén y el río Bueno se ubicaban los siguientes aillarehues:
- Maricünga o Mariquina: lof de Marileufu, Chonqui y Rucaraque. En el valle del río Cruces.
- Chesque: al noreste de Lican Ray.
- Huenuhue: alrededor del Lago Panguipulli.
- Naghtoltén: ubicación desconocida.
- Quele: lof de Coipolavquén y Huelchehue. Al sur de Naghtoltén hasta el río Maricüga.
- Arike: Al sur del río Calle-Calle hasta el Callileufu.
- Pidhuinco: ubicación desconocida.
- Huadalafquén: lof de Lucone, Popalán, Pocotí, Calle Calle y Piden. Desde la ribera norte del río Calle-Calle hasta la costa, limita al norte con Maricüga.
- Riñihue: alrededor del Lago Riñihue.
- Quinchilca: en el valle del río homónimo, al oeste de Riñihue.
- Cudico: lof de Sepilloa, Colleco y Lepilmapu. Entre el río Futa y la costa.
- Collico: entre el río Calle Calle y el Futa.
- Daghlipulli: al este de Cudico.
- Quechurehue: entre el río Allipén y el Lago Villarrica.
- Ranco: alrededores del Lago Ranco.

### Chawrakawin
Entre el río Bueno y el Seno de Reloncaví se ubicaban los siguientes aillarehues:
- Coihueco: al sur Osorno.
- Cunco: en la costa al oeste del Lago Llanquihue.
- Quilacahuín: entre la costa y el río Rahue.
- Trumao: al norte de Quilacahuín, al sur del río Bueno.
- Lipihue: al suroeste del Llanquihue.
- Lepilmapu: entre los ríos Llico y Maullín.
- Carelmapu: al sur del Maullín.
- Calbuco: al este de Carelmapu.